# Bitka pri Bound Brook
Bitka pri Bound Brook (13. april 1777) je bil presenetljiv napad britanskih in hessijskih sil na postojanko kontinentalne vojske v Bound Brooku, New Jersey med ameriško revolucionarno vojno. Čeprav so Britanci želeli zajeti garnizijo, jim to ni uspelo in so vzeli nekaj ujetnikov. Ameriški poveljnik generalmajor Benjamin Lincoln je hitro odšel in za seboj pustil dokumente in osebne predmete.
Pozno zvečer 12. aprila 1777 je štiri tisoč britanskih in hessijskih vojakov pod poveljstvom generalpodpolkovnika Charlesa Cornwallisa odkorakalo iz britanske trdnjave New Brunswick, New Jersey. Vsi odredi razen enega so dosegli položaje okoli postojanke, preden se je bitka začela proti zori naslednje jutro. Med bitko je večina 500-članske garnizije pobegnila po neblokirani poti. Ameriške okrepitve so prispele popoldne, vendar ne preden so Britanci oropali postojanko in začeli povratni pohod v New Brunswick.